# Moagölen (Svenarums socken, Småland)
Moagölen är en sjö i Vaggeryds kommun i Småland och ingår i Lagans huvudavrinningsområde.